# Tremors 4 – Wie alles begann
Tremors 4 – Wie alles begann ist die Vorgeschichte der Tremors-Reihe. Der B-Movie wurde im Jahre 2004 von S. S. Wilson als eine Direct-to-DVD-Produktion gedreht.

## Handlung
Die Handlung beginnt in Nevada 1889. Der Ort, auf dem später das Dorf Perfection gegründet wird, heißt noch Rejection Valley. Die Minenarbeiter von Rejection versuchen sich durch das Ausgraben von Silber ein leichtes Leben zu machen, ebenso ein Arbeiter namens Juan Pedilla. Doch plötzlich werden die Minenarbeiter von unbekannten Monstern getötet.
Nachdem die Mine wegen der Todesfälle geschlossen worden ist, verlassen die Menschen die Stadt, um sich woanders anzusiedeln. Juan Pedilla berichtet seinen besten Freunden Christine Lord, Tecopa Pyong Chang, Lu Wan, Fu Yien und Old Fred von seinem Erlebnis in der Mine. Sofort verkündet ein Telegramm, dass der Besitzer der Mine kommen wird, um sich diese anzusehen.
Einen Tag später kommt Hiram Gummer, der Urgroßvater von Burt Gummer, in Rejection an und hört sich Juans Bericht über die Silbermine an. Tecopa erzählt Hiram Gummer von der indianischen Legende, dass in den Bergen, in dem sich die Silbermine befindet, unheimliche Ungeheuer hausen die blind sind und doch den Tod bringen. Zunächst zeigt sich Hiram den anderen gegenüber als arrogant und selbstsüchtig, doch dann reitet er mit Juan zu der Mine, wo sich noch die letzten Arbeiter befinden. Hiram und die Anderen untersuchen die Mine und finden Spuren eines Massakers, aber keine Monster. In der daraufkommenden Nacht werden plötzlich alle Leute von larvenähnlichen Monstern angegriffen, nur Hiram und Juan können fliehen.
Hiram beschließt, sich einen Söldner zu besorgen, der die Würmer töten soll. Einen Monat später erscheint ein in Schwarz gekleideter Mann namens Black Hand Kelly. Nach einer Anzahlung machen sich die Drei auf die Jagd nach den Würmern. Doch bald müssen sie erkennen, dass sich die Larvenmonster drastisch „verändert“ haben. Sie sind nun zu riesigen sich unter der Erde fortbewegenden Würmern (denen aus dem ersten Teil) geworden und jagen so noch effektiver die Menschen. Nachdem Gummer die Tiere besiegt hat, empfiehlt er die schlimmen Ereignisse mittels eines schöneren Namens für das Dorf abzuschütteln. So wird aus Rejection („Ablehnung, Zurückweisung“) das aus Teil 1 und 3 bekannte Perfection.

## Kritik
„Solide, in den Effekten aber allenfalls mittelmäßige Actionunterhaltung im Western-Look, die die Vorgeschichte durchaus geschickt den vorhandenen Teilen anpasst.“

„Preiswert gemacht, einigermaßen spaßig. Die Vorgeschichte zu Teil 1 bis 3 gilt selbst Fans als Wurmfortsatz der Reihe.“

## Trivia
Auch wenn der Film den Untertitel Wie alles begann trägt, so wird auch hier nicht erklärt, wie die Graboiden entstanden sind, sondern zeigt nur deren erstes Aufeinandertreffen mit den Menschen im Jahre 1889, also 100 Jahre vor der Handlung von Tremors – Im Land der Raketenwürmer.

## Fortsetzungen
- Am 3. Dezember 2015 erschien der fünfte Teil Tremors 5 – Blutlinien als Direct-To-Video.[4]

- Am 31. Mai 2018 wurde dann Tremors 6 - Ein kalter Tag in der Hölle veröffentlicht.[5]